# Nanticoke (Nowy Jork)
Nanticoke – miasto w Stanach Zjednoczonych, w stanie Nowy Jork, w hrabstwie Broome.